# Allium graveolens
Allium graveolens är en amaryllisväxtart som först beskrevs av Reinhard M. Fritsch, och fick sitt nu gällande namn av Reinhard M. Fritsch. Allium graveolens ingår i släktet lökar, och familjen amaryllisväxter. Inga underarter finns listade i Catalogue of Life.